# Grade (Arcos de Valdevez)
Grade é uma povoação portuguesa do Município de Arcos de Valdevez que foi sede da extinta Freguesia de Grade, freguesia que tinha 4,61 km² de área e 393 habitantes (2011), e, por isso, uma densidade populacional de 85,2 hab/km².
A Freguesia de Grade foi extinta em 2013, no âmbito de uma reforma administrativa nacional, tendo sido agregada à freguesia de Carralcova, para formar uma nova freguesia denominada União das Freguesias de Grade e Carralcova da qual é sede.

## População
| População da freguesia de Grade | População da freguesia de Grade | População da freguesia de Grade | População da freguesia de Grade | População da freguesia de Grade | População da freguesia de Grade | População da freguesia de Grade | População da freguesia de Grade | População da freguesia de Grade | População da freguesia de Grade | População da freguesia de Grade | População da freguesia de Grade | População da freguesia de Grade | População da freguesia de Grade | População da freguesia de Grade |
| ------------------------------- | ------------------------------- | ------------------------------- | ------------------------------- | ------------------------------- | ------------------------------- | ------------------------------- | ------------------------------- | ------------------------------- | ------------------------------- | ------------------------------- | ------------------------------- | ------------------------------- | ------------------------------- | ------------------------------- |
| 1864                            | 1878                            | 1890                            | 1900                            | 1911                            | 1920                            | 1930                            | 1940                            | 1950                            | 1960                            | 1970                            | 1981                            | 1991                            | 2001                            | 2011                            |
| 486                             | 528                             | 533                             | 554                             | 509                             | 583                             | 526                             | 567                             | 632                             | 691                             | 583                             | 561                             | 479                             | 402                             | 393                             |

| Distribuição da População por Grupos Etários | Distribuição da População por Grupos Etários | Distribuição da População por Grupos Etários | Distribuição da População por Grupos Etários | Distribuição da População por Grupos Etários | Distribuição da População por Grupos Etários | Distribuição da População por Grupos Etários | Distribuição da População por Grupos Etários | Distribuição da População por Grupos Etários | Distribuição da População por Grupos Etários |
| -------------------------------------------- | -------------------------------------------- | -------------------------------------------- | -------------------------------------------- | -------------------------------------------- | -------------------------------------------- | -------------------------------------------- | -------------------------------------------- | -------------------------------------------- | -------------------------------------------- |
| Ano                                          | 0-14 Anos                                    | 15-24 Anos                                   | 25-64 Anos                                   | > 65 Anos                                    |                                              | 0-14 Anos                                    | 15-24 Anos                                   | 25-64 Anos                                   | > 65 Anos                                    |
| 2001                                         | 61                                           | 58                                           | 159                                          | 124                                          |                                              | 15,2%                                        | 14,4%                                        | 39,6%                                        | 30,8%                                        |
| 2011                                         | 46                                           | 30                                           | 171                                          | 146                                          |                                              | 11,7%                                        | 7,6%                                         | 43,5%                                        | 37,2%                                        |

## Património
- Torre de Grade ou Torre do Faro